# 朝賀庵
朝賀 庵（あさが いおり）は、日本の漫画家。女性。

## 来歴
影響を受けた漫画は『ちゃお』で、中原杏の『きらりん☆レボリューション』やもりちかこの作品を好きな作品として挙げている。朝賀によると、絵柄は同誌から影響を受けているという。中学時代になると少年向け作品を読むようになり、天野明の『家庭教師ヒットマンREBORN!』や、藤巻忠俊の『黒子のバスケ』を好んだ。高校生のころ、漫画を描き始める。
19歳の時に北海道の出張編集部で担当編集と出会う。担当編集者は朝賀について「当時から年齢にそぐわない大人っぽいものを描く人」だという印象を抱き、「センスとしては女性向けの雑誌の方が向いている」と考えたが、一緒に仕事がしたいという思いから頑張ったと話している。
2017年12月期ブロンズルーキー賞（少年ジャンプ＋）を「俺たちの存在証明」で受賞しデビュー。その後、担当編集者との出会いから1年半くらい経ったころ、同誌にて『さっちゃん、僕は。』の連載を開始し、連載デビューを果たす。

## 作品リスト

### 連載
- さっちゃん、僕は。（『少年ジャンプ+』[5]2019年7月3日 - 2020年10月7日） - 初連載作[1]。
- 犬と屑（『週刊ヤングマガジン』2021年30号[6] - 2022年25号[7]）
- 聖くんは清く生きたい（『週刊ヤングマガジン』2023年17号[8] - 2024年30号[9]→『ヤンマガWeb』2024年7月18日[9] - 2024年12月19日[10]）

### 読み切り
- 俺たちの存在証明（『少年ジャンプ+』2017年12月5日）
- 兄の妻と旅行する話（『少年ジャンプ+』2018年7月15日[1]）
- 薔薇色の被写体（『週刊ヤングマガジン』2021年8号[11]） - 『聖くんは清く生きたい』5巻に併録。
- ママごめん、私コロナ禍にホスト通ってる。（『少年ジャンプ+』2022年12月15日[12]） - 『読切集『恋』』に収録[13]。
- ビジュ最強高校生×生粋のバリネコ教師（『BL自由帳 萌え大解放♥アンソロジー』2024年[14]）

### 書籍
- 『さっちゃん、僕は。』、集英社〈ジャンプ コミックス〉2019年 - 2020年、全4巻
- 『犬と屑』、講談社〈ヤンマガKCスペシャル〉2021年 - 2022年、全5巻
- 『聖くんは清く生きたい』、講談社〈ヤンマガKCスペシャル〉2023年 - 、既刊8巻（2025年4月4日現在）
  1. 2023年7月6日発売[15][16]、ISBN 978-4-06-532234-5
  2. 2023年10月5日発売[17]、ISBN 978-4-06-533397-6
  3. 2024年1月9日発売[18]、ISBN 978-4-06-534304-3
  4. 2024年4月5日発売[19]、ISBN 978-4-06-535253-3
  5. 2024年7月5日発売[20]、ISBN 978-4-06-536271-6
  6. 2024年10月4日発売[21]、ISBN 978-4-06-537266-1
  7. 2025年1月6日発売[22]、ISBN 978-4-06-538273-8
  8. 2025年4月4日発売[23]、ISBN 978-4-06-539226-3